# Xawery Wolski
Xawery Wolski (Varsovia, Polonia; 20 de agosto de 1960) es un artista polaco radicado en México.

## Biografía

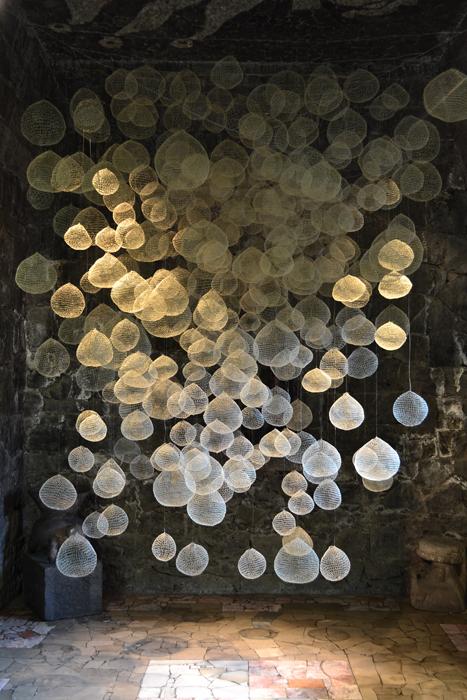
"Globos", alambre tejido, 2010. Instalado en el Museo Anahuacalli, Ciudad de México.

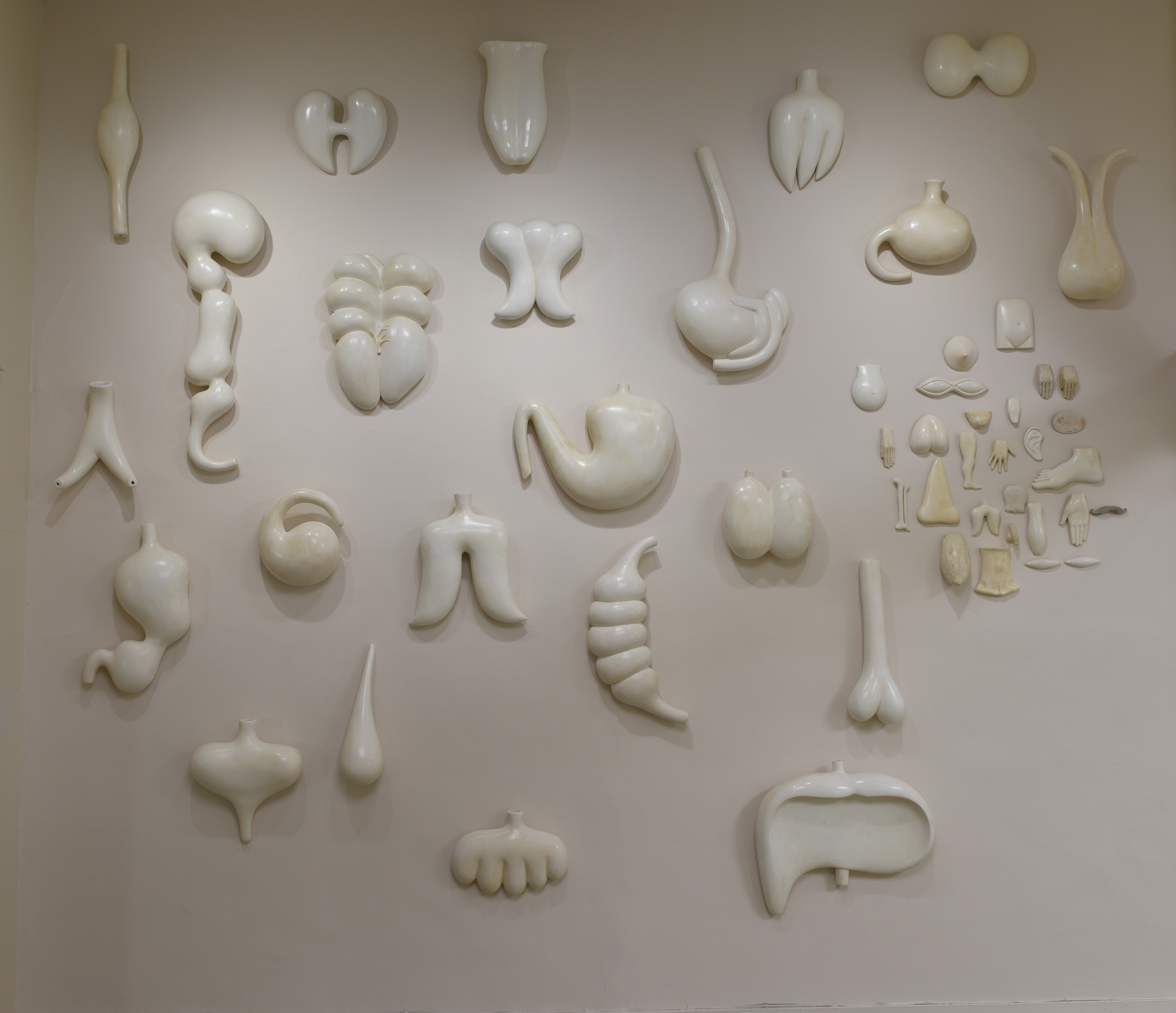
Organes (1999) instalado en Musée de La Poste, París, Francia.

Estudió artes en Varsovia, en la Academia de Bellas Artes en París (Estudio Cesar) y en el New York Studio School of Drawing, y en el Instituto de Altos Estudios en París (postgrado). Su primer trabajo independiente fue creado en 1983 en Carrara, Italia.
Su interés por la terracota y sus múltiples significados antropológicos lo llevan a Perú y un año más tarde a México donde recibió una beca del Ministerio de Cultura Francés para seguir con su investigación de materiales antiguos y formas de expresión con el propósito de crear arte contemporáneo .
Estableció su estudio en la Ciudad de México para poder crear varias esculturas de sitio específico y donde sigue trabajando hasta la actualidad alternando su residencia entre México y su natal Polonia.
El trabajo de Wolski es predominantemente escultura. Algunos de los proyectos que ha emprendido en México incluyen; la escultura "Cadenas infinitas" en la entrada del Museo Rufino Tamayo, la serie de obras realizadas para el Hotel Four Seasons en Punta Mita, y las Estelas dispuestas en Álvaro Obregón (a la salida del Metro Zapata) en la Ciudad de México. Wolski creó este trabajo en colaboración con niños de la calle de la zona con la ayuda del Ministerio de Relaciones Exteriores de Francia.
Ha participado en muchos programas de residencia de artistas, pasó largos períodos de su tiempo creativo en Asia produciendo esculturas relacionadas con cuestiones culturales y metafísicas específicas, realizado en más de setenta exposiciones individuales en todo el mundo. Entre ellos el Museo Liu Haisu en Shanghái, la Galería Nacional de Arte Zachęta, el Instituto de Arte Lux, el Museo Carillo Gil, el Museo Rufino Tamayo y el Museo de Arte Moderno en México.

## Trabajo
La obra de Wolski se caracteriza por una profunda sencillez y consolida una fusión entre un pasado remoto y el presente. El trabajo de Wolski se aproxima a una tradición escultórica ancestral en la que sintetiza formas simples y formas aproximadamente geométricas para representar ideas y conceptos específicos. A pesar de esta tradición y el uso de técnicas antiguas por parte de Wolski para crear sus esculturas, el artista ha generado un cuerpo de trabajo con una visión contemporánea. Sus esculturas de terracota se relacionan mediante formas orgánicas y naturales que sintetiza y abstrae de su origen en formas eternas, y al mismo tiempo imbuye de una compleja energía espiritual y reflexiva.
El último trabajo de Wolski conserva su calidad abstracta pero revela sutilmente la presencia de la forma humana. Mediante fragmentos de cuerpos y rostros, el artista invita al espectador a reflexionar sobre las superficies lisas y blancas de su obra, tradicionalmente asociadas a la idea de paz y descanso, pero también sugiriendo distintas cuestiones y significados. Proyecto en curso de Infinity chains (2017), consiste en una serie de esculturas permanentes en espacios públicos, entre ellos en San Diego, California (USA), Park Grotowskiego en Varsovia, Polonia y el Kimpton Epic Hotel en Miami, Florida (USA).
“Me interesa crear puentes de comunicación que permitan que pasado y presente aparezcan unidos y con la esperanza de que el diálogo en el tiempo y el espacio continúe para encontrar nuevas configuraciones”.
Wolski recibió un premio Krasner Pollock en noviembre de 2007.